# Play with Fire (The Rolling Stones)
Play with Fire è un brano musicale del gruppo rock britannico Rolling Stones, accreditato a "Nanker Phelge", pseudonimo utilizzato dagli Stones quando gli autori della canzone erano tutti i membri del gruppo. La traccia venne pubblicata come lato B del singolo The Last Time nel 1965, e successivamente inclusa nella versione statunitense dell'album Out of Our Heads dello stesso anno.

## Il brano
La canzone venne registrata una sera del gennaio 1965 mentre gli Stones si trovavano a Los Angeles a registrare con Phil Spector negli RCA Studios. Gli unici due membri dei Rolling Stones presenti nel brano sono Mick Jagger e Keith Richards. Richards eseguì l'introduzione del brano alla chitarra acustica mentre Jagger cantava e suonava il tamburello (amplificato usando un effetto eco). Spector suonò il basso (per la precisione una chitarra elettrica accordata sui toni bassi), e Jack Nitzsche fornì alla composizione il caratteristico arrangiamento al clavicembalo. I Rolling Stones partirono per un tour in Australia il giorno seguente.
Il testo del brano tratta della relazione del cantante con una ragazza dell'alta società, minacciosamente avvertita di non scherzare con i suoi sentimenti "giocando con il fuoco", e criticando lo stile di vita viziato della ragazza in maniera simile a come verrà fatto nella successiva 19th Nervous Breakdown.
È stato scritto che sarebbe stata incisa una versione alternativa della canzone, finora inedita, intitolata Mess with Fire, e con un ritmo più sostenuto e orientato verso il genere soul. L'affermazione è comunque ritenuta dubbia da Richie Unterberger di AllMusic.

### Pubblicazione
Pubblicata su singolo negli Stati Uniti come B-side di The Last Time, Play with Fire si piazzò alla posizione numero 96 nella classifica statunitense. Il brano, considerato un classico del periodo "barocco" degli Stones, è stato inserito anche nella versione USA della compilation Big Hits (High Tide and Green Grass) (1966), nella raccolta Hot Rocks 1964-1971 (1971) e in Singles Collection: The London Years (1989).
La canzone venne suonata dal vivo in concerto durante i tour dei Rolling Stones del 1965 e 1966, e fu rispolverata in occasione della tournée "Steel Wheels/Urban Jungle Tour" del periodo 1989-1990.

### Controversie legali
Nel luglio 2008, Play with Fire divenne oggetto di una diatriba legale quando la ABKCO Music Inc., società che detiene i diritti di pubblicazione della composizioni degli Stones dal 1963 al 1970, intentò causa a Lil Wayne, asserendo che la canzone del rapper intitolata Playing with Fire fosse basata sul brano dei Rolling Stones.

## Formazione
- Mick Jagger - voce, tamburello
- Keith Richards - chitarra acustica
- Phil Spector - basso
- Jack Nitzsche - clavicembalo, tam-tam